# Замятин, Никанор Иванович
Никано́р Ива́нович Замя́тин (22 июля 1883, 3-й военный отдел Оренбургского казачьего войска — не ранее 1918) — российский военный. Участник Первой мировой войны, Гражданской войны. Командир 1-го Оренбургского казачьего пластунского батальона (1918).

## Биография
Происходил из оренбургских казаков. Окончил Иркутское пехотное училище по 1-му разряду. Начал службу с июня 1904 года. Был последовательно хорунжим (с 1909), сотником (c 1912), подъесаулом (с 1915). В 1910 году служил в 4-м Оренбургском казачьем полку, с 1911 по 1914 годы был на льготе, в 1914—1917 годах служил в 15 Оренбургском казачьем полку. В 1918 году назначен командиром 1-го Оренбургского казачьего пластунского батальона.

## Награды
- Орден Святой Анны 4-й степени
- Орден Святого Станислава 3-й степени с мечами и бантом
- Орден Святой Анны 3-й степени с мечами и бантом
- Орден Святого Станислава 2-й степени с мечами